# 따라지: 비열한 거리
"따라지: 비열한 거리"는 2015년에 개봉한 대한민국의 영화이다. 관객수는 1.00명.